# Bolcaichthys
Bolcaichthys catopygopterus
Genre
Espèce
Synonymes
- † Clupea catopygoptera Woodward, 1901

Bolcaichthys est un genre fossile de poissons osseux marins de la famille des clupéidés et de l'ordre des Clupeiformes qui comprend aujourd'hui les harengs, aloses, sardines, etc.
Une seule espèce est rattachée à ce genre : Bolcaichthys catopygopterus, décrite en 2015 par Giuseppe Marramà et Giorgio Carnevale, et connue précédemment sous le nom binominal de Clupea catopygoptera Woodward.

## Découverte et datation
Un très grand nombre de fossiles de Bolcaichthys, parfaitement préservés, ont été découverts sur le célèbre site paléontologique (Lagerstätte) du Monte Bolca sur la zone dite de « Pesciara », en Vénétie (Italie). Bolcaichthys catopygopterus a vécu dans les mers tropicales de l'océan Téthys, précurseur de la Méditerranée, au cours de l'Éocène inférieur (Yprésien), il y a environ entre 49 et 48,5 Ma (millions d'années),. 
C'est l'espèce la plus abondante quant au nombre de spécimens fossiles du secteur de Pesciara, le principal du site du Monte Bolca.
L'environnement péri-récifal tropical de l'Éocène du Monte Bolca est sous influence à la fois côtière et de mer ouverte. Dans cet environnement, les fossiles ont été préservés dans des sédiments calcaires laminés, déposés dans une dépression à faible énergie, sous un environnement anoxique.
Ces poissons de taille modeste, comparés par les inventeurs de l'espèce à des sardines, n'ont guère été étudiés jusqu'en 2015. Ils étaient précédemment regroupés sous le nom de Clupea catopygoptera.

## Description
Marramà et Carnevale ont étudié environ 300 de ces fossiles de clupéidés, et aboutissent en 2015 à la conclusion que plus de 95 % du matériel disponible appartient à une même espèce, Bolcaichthys catopygoptera, à des stades de croissance différents. 
L'adulte a une longueur totale ne dépassant pas 10 centimètres dont la tête représente environ un tiers à un quart de la longueur standard du corps de l'animal. Le sommet du crâne montre 10 à 14 stries frontopariétales. La bouche est située tout à l'avant de la tête et ses mâchoires et palais sont dépourvus de dents, la colonne vertébrale est constituée de 40 à 42 vertèbres et 20 à 22 côtes pleurales.

## Paléobiologie
L'environnement marin de l'Éocène du Monte Bolca était parfois favorable à des efflorescences algales de microalgues unicellulaires comme des diatomées qui constituaient alors la source principale d’alimentation de grands bancs de « sardines » du genre Bolcaichthys,.
Deux autres clupéidés de la même taille sont présents dans les calcaires laminés du Monte Bolca, il s'agit :
- d'une sorte de harengs : Trollichthys bolcensis[7] ;
- d'une sorte d'aloses : Eoalosa janvieri[4].